# رضا دانشور
رضا دانشور (۱۳۲۶–۱۳۹۴)، داستان‌نویس و نمایش‌نامه‌نویس ایرانی بود.

## زندگی
رضا دانشور در سالِ ۱۳۲۶ در مشهد متولّد شد. ابتدا به تئاتر علاقه‌مند شد و به همراه افرادی چون داود کیانیان، داریوش ارجمند، انوشیروان ارجمند، رضا صابری و رضا کیانیان در تکوین یک جریان تئاتری مهم در شهر مشهد نقش عمده‌ای داشت.
در دانشگاه مشهد و دانشگاه تهران در رشته ادبیات فارسی تحصیل کرد. در دوران دانشجویی با اقتباس از کتاب ابوذر غفاری خداپرست سوسیالیست ترجمه و تألیف علی شریعتی نمایشنامه‌ای با نام ابوذر نوشت.
این نمایشنامه که بر محور بازی یک بازیگر نوشته شده بود در زمستان ۱۳۴۹ در مشهد به روی صحنه رفت و با استقبال روبرو شد. این نمایش یک بار دیگر در سال ۱۳۵۱ با عنوان یک ابوذر دیگر در حسینیه ارشاد تهران اجرا شد. او در مشهد به تدریس تئاتر نیز اهتمام ورزید و در نهایت رئیس اداره تئاتر استان خراسان شد.
رضا دانشور ابتدا در دههٔ ۱۳۵۰ با چاپ داستان‌های کوتاه در نشریات و مجلات شناخته شد. انتشارِ رمانِ نماز میت او را به عنوان نویسنده‌ای توانمند در داستان‌نویسی ایران مطرح کرد.
به گونه‌ای که هوشنگ گلشیری در سخنرانی معروف خود در شب‌های شعر گوته در بررسی وضعیت ادبیات داستانی ایران عنوان کرد که نماز میت رضا دانشور را نمی‌توان نادیده گرفت. نماز میت روایت دو زندانی سیاسی است که یکی از آن‌ها زیر شکنجه توانایی ایستادگی ندارد و در نهایت خبرچین می‌شود و دیگری به آرمان‌های خود وفادار می‌ماند. تسلط بر زبان و پیچیدگی‌های فنی اثر که با تکنیک جریان سیال ذهن روایت می‌شود، نماز میت را به یک اثر خواندنی در ادبیات معاصر ایران بدل کرده است.
او پس از انقلاب و در سال ۱۳۶۱ به فرانسه مهاجرت کرد. دانشور در خارج از ایران نیز به نوشتن ادامه داد. رمان خسرو خوبان که با نگاه به جنگ ایران و عراق نوشته شده را می‌توان یکی از مهم‌ترین رمان‌های ادبیات مهاجرت دانست.
در نمایشنامه مسافر هیچ‌کجا که در سال ۱۳۸۵ منتشر شد دانشور به ماجرای واقعی یک ایرانی که به مدت ۱۸ سال در فرودگاه شارل دوگل پاریس زندگی می‌کرد پرداخت.
رضا دانشور بر اثر ابتلاء به بیماری سرطان ریه در شامگاه ۶ خرداد ۱۳۹۴ (۲۷ مه ۲۰۱۵) در سن ۶۸ سالگی در بیمارستان آلبر شانویه در حومه پاریس درگذشت.

## کتابشناسی

### رمان
- عاشورا، عاشورا
- کپرنشین‌ها
- نماز میت
- خسرو خوبان

### مجموعه داستان
- هی‌هی جبلی قم‌قم نشر چشمه
- شش داستان لوح
- محبوبه و آل

### نمایش‌نامه
- کجای سال دو هزار منتظرت باشم
- خورشید روی یخ
- شهر لوط
- مسافر هیچ‌کجا (۱۳۸۵)[۱۱]

### گفتگو
- باغی میان دو خیابان: چهار هزار و یک روز از زندگی کامران دیبا (گفتگوی رضا دانشور با کامران دیبا)[۱۲]

از رضا دانشور چندین داستان کوتاه منتشر نشده به جای مانده است. تحقیقات او دربارهٔ تاریخ و جغرافیا و فرهنگ بلوچستان و هم‌چنین داستانک‌هایی دربارهٔ آیین پهلوانی از دیگر آثار ماندگار اوست.